# Pruta

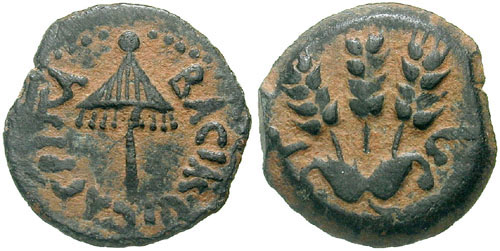
Pruta, Herodes Agrippa I. ca. 40 n. Chr.

Pruta oder Prutah oder Perutah (פְּרוּטָה prūṭah, Plural פְּרוּטוֹת prūṭōt) ist die Bezeichnung für eine Münzeinheit des Königreichs Judäa, dem Reich König Herodes des Großen und seiner Nachfolger, sowie auch für eine Münze des modernen Staates Israel.
Die antike Münze Pruta orientierte sich vom Wert her an der kleinsten römischen Münze, dem Quadrans. Es gab jedoch eine noch kleinere Münze, den Lepton, von dem zwei für eine Pruta-Münze gerechnet wurden.
Zur Zeit des Herodianischen Tempels entsprachen 256 Prutot einem Schekel.
Das Bildprogramm war an Vorgängern aus der Makkabäerzeit angelehnt. Typische Motive waren der Anker, Ähren, Lyra, Weinblatt oder Weintrauben. Die Münze wird auch mehrfach im Talmud erwähnt.
Die moderne Pruta-Münze war von 1949 bis 1960 der tausendste Teil der damaligen Währung Israelische Lira. Das Erscheinungsbild der Münzen war an das der antiken Vorbilder angelehnt. Ab 1960 wurde die Israelische Lira in Hunderter-Schritte unterteilt und neue Münzen mit der Bezeichnung Agora lösten die Prutot-Münzen ab.